# Piézodialyse
La piézodialyse (PD) est une méthode de séparation membranaire utilisée pour séparer des solutés ioniques présent dans l’eau. Ces ions passent à travers la membrane tandis que les molécules non ionisées sont retenues.
Le transfert a lieu sous l’effet de la pression qui peut monter jusqu’à 100 bars.
Le mécanisme de séparation se fait par transfert d'ions.

## Membranes
Les membranes utilisées en piézodialyse sont denses (non poreuses), ionophores et échangeuses d’ions. Elles sont appelées « membranes mosaïques » car elles sont constituées d'un mélange de deux milieux, l'un échangeur d'anions et l'autre échangeur de cations.
L’épaisseur de la membrane est généralement de quelques centaines de micromètres.

## Applications
La piézodialyse est appliquée au dessalement de jus sucrés ou de toute autre solution moléculaire contenant des sels minéraux. Cette technique sert également à la séparation des acides aminés, en opérant à des pH définis. La piézodialyse reste une méthode peu répandue.

## Comparaisons
A l’opposé de l’osmose inverse, la piézodialyse enlève les sels de l’eau au lieu d'enlever l'eau de la solution contenant ces sels.
À l'opposé de l'électrodialyse, la piézodialyse n'a pas besoin de courant électrique pour fonctionner.